# Antepipona jacoti
Antepipona jacoti är en stekelart som beskrevs av Giordani Soika 1985. Antepipona jacoti ingår i släktet Antepipona och familjen Eumenidae. Inga underarter finns listade i Catalogue of Life.